# Gomphrena hillii
Gomphrena hillii là loài thực vật có hoa thuộc họ Dền. Loài này được Suess. mô tả khoa học đầu tiên năm 1934.